# Friedrich Deerberg
Friedrich Deerberg (* 30. September 1876 in Oberhausen; † nach 1938) war ein deutscher Jurist und Politiker (DNVP).

## Leben
Nach dem Abitur am Gymnasium studierte Deerberg Rechtswissenschaften in Bonn, Halle und Berlin. Er bestand im Dezember 1898 das Erste Juristische Staatsexamen, promovierte 1899 zum Dr. jur. und beendete sein Studium im Mai 1904 mit dem Zweiten Juristischen Staatsexamen. Anschließend trat er in den preußischen Justizdienst ein und war als Gerichtsassessor und Rechtsanwalt am Amtsgericht Duisburg sowie am Landgericht Duisburg tätig. Später wechselte er an das Berliner Kammergericht, wurde 1922 zunächst zum Landgerichtsrat und 1923 dann zum Kammergerichtsrat ernannt. Von 1928 bis nach 1938 fungierte er als Senatspräsident am Kammergericht. Ferner erhielt er die Zulassung als Rechtsanwalt und als Notar.
Deerberg war von 1919 bis 1921 Mitglied der Verfassunggebenden Preußischen Landesversammlung und wurde anschließend in den Preußischen Landtag gewählt. 1931 legte er sein Landtagsmandat nieder.